# ミシガン州の歴史

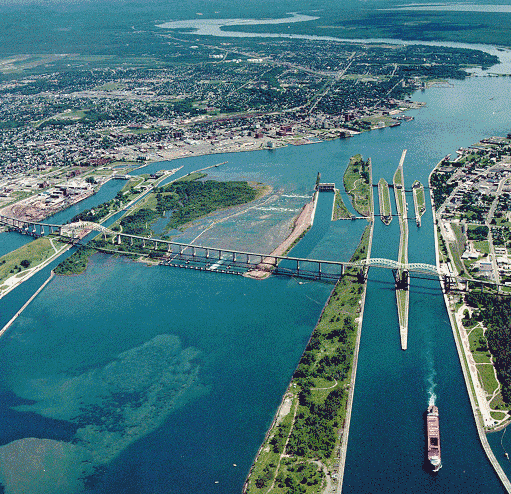
スーセントマリー運河とスーセントマリー国際橋。五大湖とカナダの歴史的関係を表す。

ミシガン州の歴史（ミシガンしゅうのれきし、英: History of Michigan）では、アメリカ合衆国ミシガン州となる地域に、最初のヨーロッパ人が到着してからの歴史を概説する。

## 1776年以前

最終氷期の地図。ミシガン州と五大湖は完全に氷河に覆われている。

最初のヨーロッパ人が到着する数千年前、幾つかの先住民族が今日ミシガン州となった地域に住んでいた。これにはオジブワ族、メノミニー族、マイアミ族、オタワ族およびポタワトミ族がおり、アメリカインディアンのアルゴンキン語族の一部であった。また今日のデトロイト市域となった場所に住んだイロコイ語族のワイアンドット族もいた。最初のヨーロッパ人が到着した当時、先住民族の人口は15,000人と推計されている。
ミシガンを最初に訪れた白人探検家はフランス人エティエンヌ・ブルレであり、サミュエル・ド・シャンプランの命令でケベック市を発ち、1620年にアッパー半島にまで到達した。その後、この地域はヌーベルフランスの一つ、フランス領ルイジアナの一部となった。ミシガンにおける最初の恒久的ヨーロッパ人開拓地は、1668年にフランス人宣教師ジャック・マルケットによってスーセントマリーに設立された。
フランスは17世紀遅くにミシガンに幾つかの交易拠点、砦および集落を建設した。その中でも最も重要な所は、アントワーヌ・ド・ラモト・キャディラックによって設立されたデトロイトのポンシャルトラン砦だった。これが現在のデトロイト市に成長した。この頃まで、この地域でのフランスの活動は猟、罠猟、地元のインディアンとの交易とその改宗活動および、ある程度の自給自足農業に限られていた。1760年までにミシガンの田園にはほんの数百人程度の白人住人がいるだけだった。
フランスとイギリスの植民者間の領土紛争が七年戦争の一部としてフレンチ・インディアン戦争の開戦となり、1754年から1763年まで続いた結果、フランスの敗北という結果になった。1763年パリ条約の一部としてフランスは北アメリカのミシシッピ川から東の植民地全てをイギリスに割譲した。かくして、将来のミシガンはイギリスの手に渡された。1774年、この地域はケベックの一部となった。イギリスは毛皮交易に興味があり、この地域を開拓するよりも先住民族との平和を重んじたので、依然として人口は希薄であり、発展の速度は鈍かった。

## 1776年から1837年

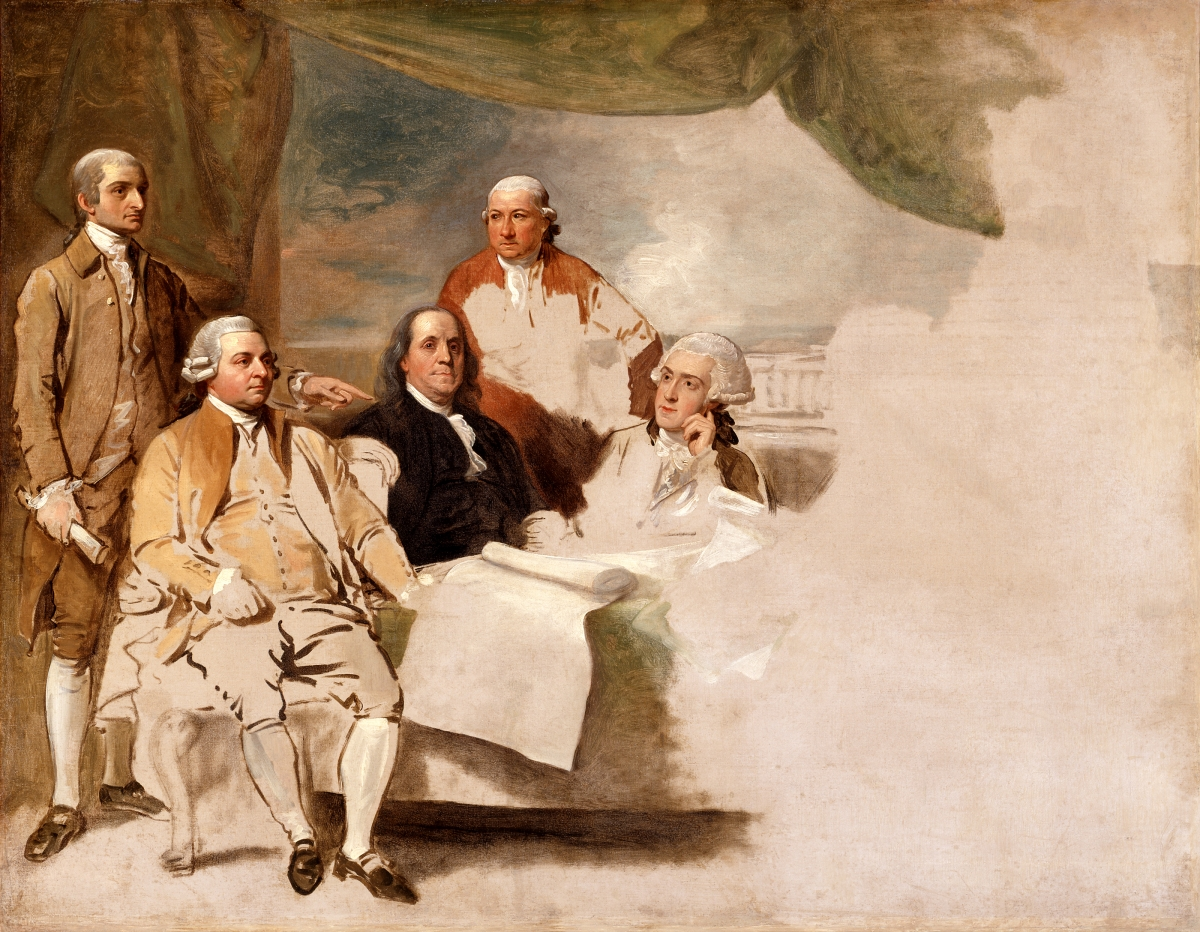
1783年のパリ条約交渉にあたったアメリカの外交団。絵は未完成。公式にアメリカ独立戦争を終わらせ、ミシガンなどの領土を新生アメリカ合衆国に割譲した。

アメリカ独立戦争の間、この地域のヨーロッパ人は主に独立を支持するアメリカの植民地人であり、イギリスに反抗した。イギリスは、地元の先住民族の助けを得て、1776年からこの地域のアメリカ人開拓地を攻撃し、デトロイトを占領した。1781年、アメリカの同盟国となったスペインの軍隊がスペイン領ルイジアナから川や陸地を伝ってこの地に達し、イギリスが保持していたセントジョセフを開放し、その後に開拓地に関する主権をアメリカに渡した。独立戦争は1783年のパリ条約の調印で終わり、ミシガンは新生なったアメリカ合衆国の支配下となった。1787年、この地域は北西部領土の一部となった。しかし、イギリスはデトロイトや他の砦の占領を続け、1796年のジェイ条約発効後まで頑としてこの地域から去らなかった。
ミシガンは1800年にインディアナ準州の一部とされ、1805年にはロウアー半島の全てを含む地域がミシガン準州と宣言された。米英戦争の間、カナダからのイギリス軍が早期にデトロイトとマキナック砦を占領して戦略的利点を取り、先住民族には合衆国に対する反抗を奨励した。アメリカ軍は1813年にデトロイトを取り戻し、マキナック砦は1815年に戦争が終わったときにアメリカに返還された。
1810年代を通じて、先住民族のオジブワ族、オタワ族およびポタワトミ族は徐々に白人開拓者に対する抵抗を決断し、アメリカ合衆国政府に対抗するイギリスの側に付いた。戦闘で決定的に敗北した後で、サギノー条約およびシカゴ条約で彼らの土地の領有権全てをアメリカ政府に売却することを強いられた。1821年までにこれら種族の人々の大半はミシガンを出て、さらに西にあるインディアン居留地に移住させられた。
1820年代、ミシガン準州の人口は急速に成長した。これには1825年のエリー運河の開通が大きく寄与しており、五大湖の中央部と大西洋を航行可能な水路で繋いで、東部州と人口の少ない西部の領土との間の交通速度を上げた。
開拓の促進がミシガン準州を今日の州へ昇格させることを速めた。1835年、連邦政府はミシガン州を創設する法を認めた。トレド市を含む帯状の土地トレド・ストリップを巡ってオハイオ州と領土紛争があったことで、最終的な州昇格は遅れた。論議があった地帯は合衆国議会で成立し、アンドリュー・ジャクソン大統領の署名で法となった改訂議案の命令によりオハイオ州の一部となり、ミシガン州にはアッパー半島の支配という形で補償があった。1837年1月26日、ミシガンは合衆国26番目の州になった。

## 1837年から1941年

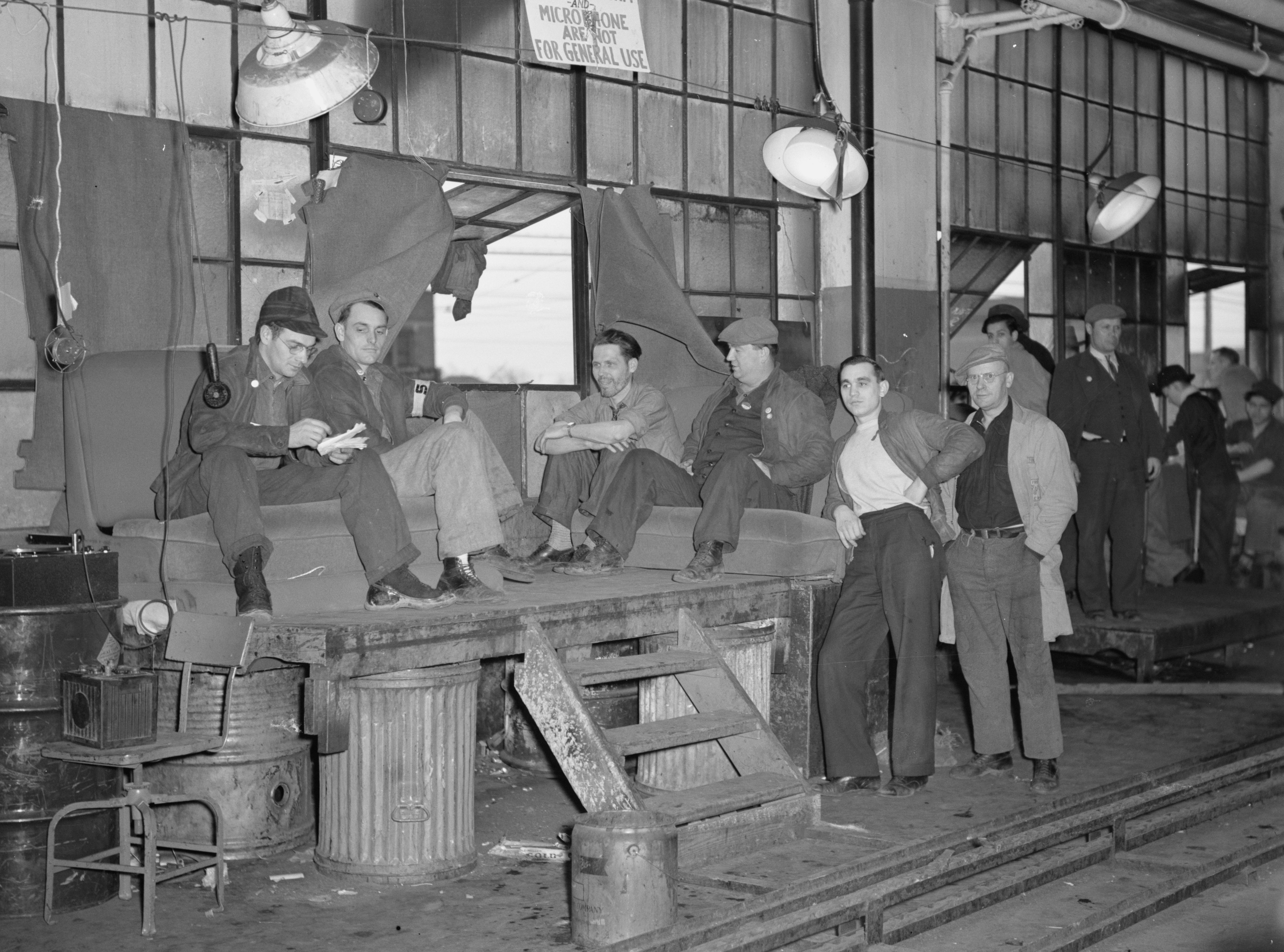
フリント・シットダウン・ストライキでゼネラルモーターズの車体工場を占領した労働者。全米の自動車産業の組合組織化に拍車を掛けた。

1840年代初期、銅と鉄鉱石の大きな鉱脈がアッパー半島で発見され、東部の州から何千という人々を惹き付けた。1835年にスーセントマリー運河が開かれ、スペリオル湖と他の五大湖地域の舟運を繋ぎ、周辺にある精錬業者に鉱石を運ぶために使われた。精錬業者の大半は五大湖岸、あるいは主要河川とそれに繋がる運河沿いにあった。
ミシガン州は南北戦争では北軍の側に付き、脱退主義者のアメリカ連合国に対抗して積極的に参戦した。戦後、地域経済は多様となり、繁栄するようになった。1870年代、製材産業が隆盛し、国内でも最大の木材生産地となった。その巨大な森林と工業化する中西部における位置付けとで、地域全体が発展した。さらに州内で酪農業や多角事業が急速に成長した。人口は1870年と1890年の間で2倍になった。19世紀の終わりに向かって、州政府は合衆国のどの州よりも公共教育に予算を振り向けるようになった。
20世紀初期、自動車産業が興り、製造業はミシガン州の収入の主要資源となった。1899年、オールズ・モーター・ビーイクル会社がデトロイトに工場を建設した。1903年、フォード・モーター会社もそこで設立された。フォード・モデルTの大量生産によってデトロイトは世界の自動車産業の首都になった。ゼネラルモーターズはデトロイトに本拠があり、フォードは近くのディアボーンに本社がある。両社はデトロイト都市圏に巨大な工業地帯を作り上げ、その例がリバールージュ工場であり、1910年代以降ミシガン州を国内製造業の指導的立場に置いた。この工業という基盤で第一次世界大戦中も軍用車両に対する大きな需要を満たし、大いに寄与した。
世界恐慌はミシガン州に厳しい経済不況を生じさせた。何千という自動車産業労働者が失業し、他にも州経済の幾つかの分野の労働者が失業した。財政的苦境は、銅の残っている鉱脈が地中深くにあるという事実によって悪化させられた。他の州で発見された銅の鉱脈は浅い岩層にあり、ミシガンの鉱業は衰退して多くの坑夫が失業した。連邦政府は負の効果を消そうとして様々な手段を採用した。失業した若者を保全や清掃のような仕事で雇用する失業対策事業、資源保存市民部隊が造られた。公共事業促進局が連邦政府の別の代理部局であり、ミシガン州だけでも50万人以上の失業者を採用し、道路、建物およびダムのような公共施設の建設を行った。
この時期に、全米自動車労働組合が作られ自動車産業雇用者を代表した。この労働組合は自動車会社に、組合員である労働者のみを契約で採用させ、労使間の交渉を行うことを望んだ。フォードやゼネラルモーターズは組合と連続ストライキの主要目標にされ、その中でも重要なものはフリント・シットダウン・ストライキであり、両社とも組合の存在を認めさせられた。今日全米自動車労働組合は合衆国でも最大の組合組織であり、1941年以降国内自動車会社に雇用された労働者全ての代表となってきた。

## 1941年以降

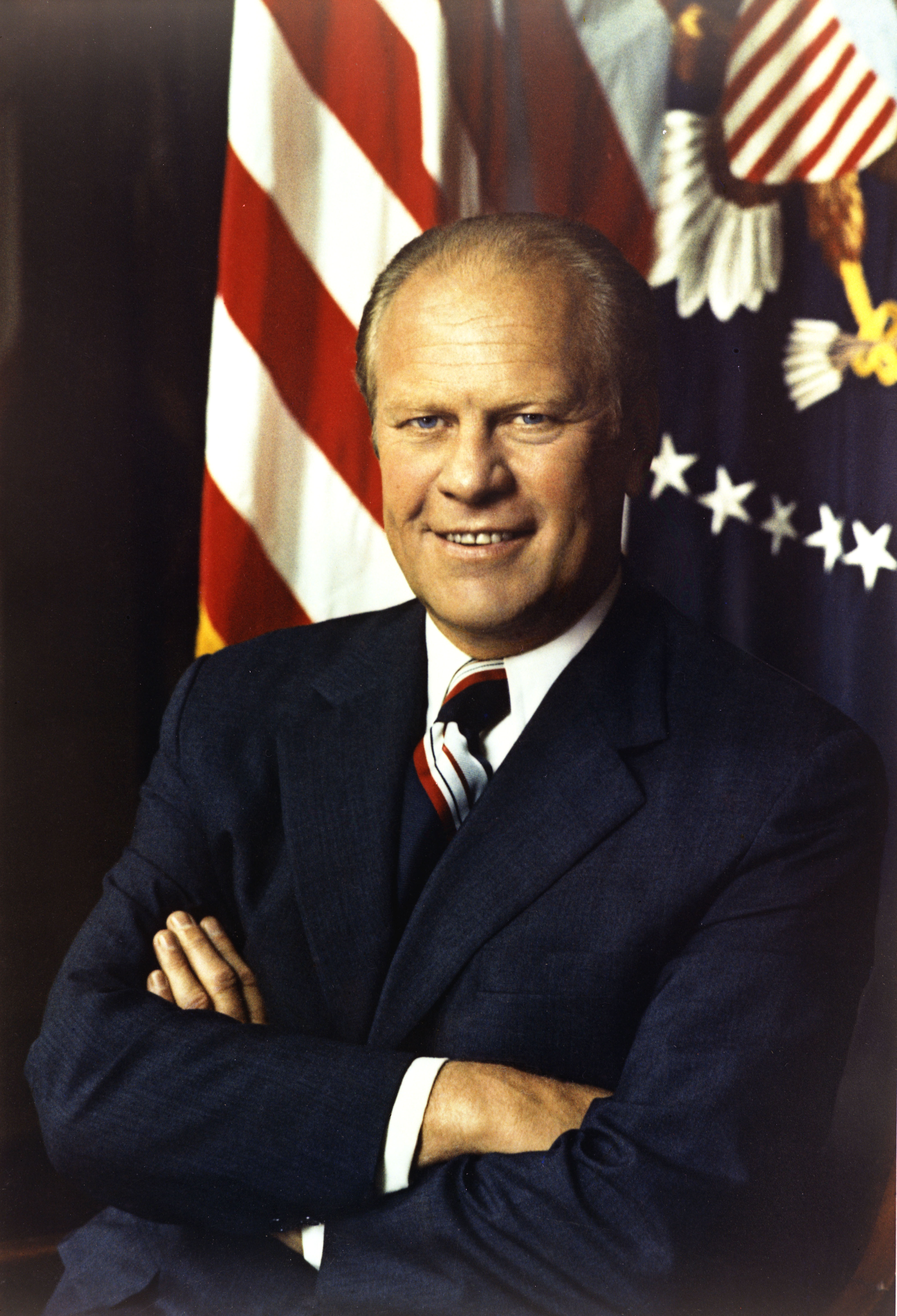
ジェラルド・フォード、ミシガン州グランドラピッズ出身の政治家であり、アメリカ合衆国下院議員に17度選ばれ、下院少数派指導者、副大統領を歴任した後、リチャード・ニクソン大統領の辞任を受けて第38代大統領に就任した。

アメリカ合衆国が第二次世界大戦に参入したのと同じ年にミシガン州の経済不況も終わった。戦時には武器や軍用車両の大量生産が必要となり、大量の新しい仕事が生まれた。戦後自動車産業とと銅鉱業はどちらも復活した。
このころから1980年代まで、大量のアフリカ系アメリカ人がミシガン州とりわけデトロイトに移住した。新しく活気のある都市文化が創られ、特にモータウン・レコードの創出と任期は顕著だった。この時期には人種問題も大きくなり、1967年には12番街の暴動が起こって8日間も険悪な状態が続き、損失額2500万ドル、死者43人を出した。
1973年の石油危機はアメリカ国内に経済不況を生み、ミシガン州の経済に大きく影響した。その後合衆国の自動車会社は大きな多国間競争、特に日本との競争に直面した。その結果、国内の自動車メーカーは国内外で競争に生き残るために費用削減を実施した。失業率が州内で劇的に上昇した。
1970年代を通じて、ミシガン州は合衆国の中でも高い失業率を続けた。増え続ける州予算の赤字を減らすために、教育や公的健康管理予算の削減が繰り返し行われた。1980年代には自動車産業の強化と税収入の増加で政府とその財政は安定した。それでも、日本や韓国の自動車会社との競争は激化して、自動車産業への依存度の高いミシガン州経済を直撃し続けた。1980年代後半以降、ミシガン州政府は活発に新しい産業の導入を続け、単一産業への依存体質を変えようとしている。